# 吹上 (青梅市)
吹上（ふきあげ）とは、東京都青梅市に存在する地名である。郵便番号は198-0015。

## 概要
市域北東部に位置し。北側は塩船、南側は東青梅に接する。過半が風致地区に指定されている。

## 地理
北部は霞丘陵、南部には霞川が流れ、畑や林が広がる。青梅市東部の他の地域に比べると、住宅は少なく、南部に集中している。東隣の大門との境には、狭山茶の茶畑も見えてくる。全体的に自然豊かな地である。
なお、吹上トンネルはここではなく、黒沢に存在する。

## 歴史
「霞村の歴史」を参照。
- 1889年（明治22年）4月1日 - 町村制施行により、大門村、野上村、吹上村、塩船村、谷野村、木野下村、今寺村、根ヶ布村、師岡村、新町村、今井村、藤橋村が合併し神奈川県西多摩郡霞村が成立する。吹上村は大字吹上となる。
- 1893年（明治26年）4月1日 - 西多摩郡が南多摩郡、北多摩郡とともに東京府へ編入する。
- 1943年（昭和18年）7月1日 - 東京都制施行。
- 1951年（昭和26年）4月1日 - 青梅町、調布村との合併により青梅市が発足。霞村は消滅。大字吹上は霞地区（後に大門地区）に属する。
- 1980年 - 青梅市立吹上中学校 開校
- 1984年 - 青梅市立吹上小学校 開校
- 1998年 - 吹上しょうぶ公園 開園
- 2014年 - 青梅市立吹上中学校 特別支援学級「ときわ学級」 開級

## 世帯数と人口
2018年（平成30年）1月1日現在の世帯数と人口は以下の通りである。
| 大字 | 世帯数  | 人口    |
| ---- | ------- | ------- |
| 吹上 | 599世帯 | 1,329人 |

## 小・中学校の学区
市立小・中学校に通う場合、学区は以下の通りとなる。
| 番地 | 小学校             | 中学校             |
| ---- | ------------------ | ------------------ |
| 全域 | 青梅市立吹上小学校 | 青梅市立吹上中学校 |

## 消防
- 青梅市消防団分団[7]
  - 第八分団 - 東青梅・大門地区

## 観光地
- 吹上しょうぶ公園

## 施設など
- 青梅市立吹上中学校
- 青梅市立吹上小学校
- 小ヶ谷戸公園
- 稲荷神社
- 宗泉寺